# گروه ماجد الفطیم
ماجد الفطیم (به عربی: ماجد الفطيم) شرکت هلدینگ اماراتی است، که در زمینه خرده‌فروشی، مدیریت مراکز خرید، سوپرمارکت‌ها و هایپرمارکت‌ها، ارائه خدمات گردشگری و هتل‌داری، خدمات فراغت و سرگرمی فعالیت می‌کند. 
شرکت ماجد الفطیم در سال ۱۹۹۲ از گروه الفطیم تفکیک گردید و توسط ماجد الفطیم به‌عنوان یک شرکت مستقل، تأسیس شد و در حال حاضر دارای ۱۸ مرکز خرید، ۵۶ هایپرمارکت، ۵۳ سوپرمارکت، ۱۱ هتل، ۹ سینما و ۴۵ فروشگاه لباس، در ۱۲ کشور در خاورمیانه و آفریقای شمالی می‌باشد.
دفتر مرکزی این شرکت در شهر دبی، امارات متحده عربی قرار دارد. از دارایی‌های گروه ماجد الفطیم می‌توان به: سیتی سنتر میردف،  مرکز خرید امارات و سیتی سنتر دیره اشاره کرد.